# Rio Pilcomayo
O rio Pilcomayo ou Araguay é um extenso rio que nasce nas cordilheiras orientais do planalto boliviano, a 3 900 m de altitude, fluindo grande parte do seu curso entre a Argentina e Paraguai e separando as regiões de Chaco Boreal a norte e Chaco Central a sul.
Após 836 km em território boliviano, o seu percurso faz a fronteira entre Argentina e Paraguai, desembocando no rio Paraguai quase em frente da cidade argentina de Clorinda, próximo de Assunção. No total, percorre 1590 km.